# 赖草黑粉菌
赖草黑粉菌（学名：Ustilago serpens）是属于黑粉菌目黑粉菌科黑粉菌属的一种真菌，寄生在禾本科植物上。该种分布于中国、哈萨克斯坦、丹麦、瑞典、芬兰、立陶宛、俄罗斯、波兰、德国、瑞士、英国、法国、罗马尼亚、加拿大、美国等地。